# Heinz Monz
Heinz Monz (né le 20 novembre 1929 à Trèves et mort le 8 décembre 2012 dans la même ville) est un historien, avocat et sous-secrétaire principal allemand. Il est un chercheur de Karl Marx ainsi que l'éditeur général et l'éditeur du Trierer biographisches Lexikon (de).

## Biographie
Monz étudie le droit, l'histoire et la sociologie à Mayence et à Sarrebruck et obtient son doctorat à deux reprises : il rédige sa thèse de doctorat en droit en 1960 sur le thème "La réorganisation municipale des agglomérations urbaines". Il fournit ainsi la base des incorporations de Trèves en 1969. En 1963, Monz rédige sa deuxième thèse de doctorat intitulée « Karl Marx et Trèves - conditions, relations, influences » en philosophie.
Monz occupe divers postes au sein du gouvernement local de 1975 à 1988; Il travaille notamment pour le médiateur de Rhénanie-Palatinat.
Il est marié et a trois fils et une fille.

## Travaux
- Karl Marx und Trier. Verhältnisse – Beziehungen – Einflüsse. Verlag Neu, Trier 1964.
  - Karl Marx. Grundlagen zu Leben und Werk.(zugleich wesentlich erweiterte 2. Auflage des Buchen „Karl Marx und Trier“). NCO-Verlag, Trier 1973.
- Ludwig Gall (de). Leben und Werk, Trier 1979.
- Karl Marx – Trierer Reminiszenzen. Verlag Neu & Co. Trier 1969.
  - Karl Marx – Trierer Reminiszenzen, mit einem Vorwort von Ignaz Bender, Trier, 2009,  (ISBN 978-3-86821-115-3)
- Karl Marx (1818–1883). In: Rheinische Lebensbilder. Band 17. Köln 1997,  (ISBN 3-7927-1666-6), S. 101–119.
- Die Bevölkerung von Kürenz im Jahre 1802. In: Neues Trierisches Jahrbuch (de),1965, S. 94.
- Zur Biographie der Jenny von Westfalen. In: Neues Trierisches Jahrbuch, 1996, S. 141
- Gründung und Entstehung der „gbt“ in Trier. In: Neues Trierisches Jahrbuch, 1999, S. 205.
- Zwei Plätze = vier Namen – Zur Problematik Trierer Platzbenennungen. In: Neues Trierisches Jahrbuch, 2001, S. 72.
- Bertha Gumprich (de), die Trierer jüdische Köchin, vor 170 Jahren geboren – Zur Vorstellung eines Trierer jüdischen Kochbuches. In: Neues Trierisches Jahrbuch, 2002, S. 133.
- Wilhelm Friedrich und die Postleitzahl. In: Neues Trierisches Jahrbuch, 2002, S. 137.
- „Der Communismus in Trier“. Die „Trierische Zeitung“ in der Kritik des Mainzer „Katholik“. In: Kurtrierisches Jahrbuch. 1989.
- Die Brände an der Mosel 1857 als Gegenstand eines Londoner Konfidentenberichtes. In: Landeskundliche Vierteljahrblätter 36., Trier, 1990, Heft 2 S. 93–103.
- Gerechtigkeit bei Karl Marx und in der Hebräischen Bibel. Übereinstimmung, Fortführung und zeitgenössische Identifikation. Mit einem Geleitwort von Großrabbiner Dr. Emmanuel Bulz, Luxemburg. Nomos Verlagsgesellschaft, Baden-Baden 1995.  (ISBN 3-7890-4083-5).
- Die Verbindung des Mainzer Paul Stumpf (de) zu Karl Marx und Friedrich Engels. Zugleich ein Beitrag zur Geschichte der Mainzer Arbeiterbewegung, Darmstadt 1986:  (=Hessische Beiträge zur Geschichte der Arbeiterbewegung)

## Éditeur
Trierer biographisches Lexikon. Landesarchivverwaltung, Koblenz 2000,  (ISBN 3-931014-49-5)